# Вилхелм II фон Даун
Вилхелм II фон Даун (на немски: Wilhelm II von Daun; † пр. 8 април 1570) е благородник от род фон Даун в Даун (в Хунсрюк), Рейнланд-Пфалц.

## Произход
Той е син на Петер фон Даун († пр. 25 януари 1552), господар на Календорн, и съпругата му Катарина фон Шезберг, дъщеря на Вилхелм IV фон Шезберг († сл. 21 септември 1534) и Кристина фон Хохкирхен († пр. 1510). Внук е на Вилхелм I фон Даун († пр. 1523) и Валпургис Кесел фон дер Нойербург.
Майка му Катарина фон Шезберг се омъжва втори път за Андреас Бузер фон Ингелхайм.

## Фамилия
Вилхелм II фон Даун се жени 1543 г. за Анна Шенк фон Шмидбург (* 1528; † сл. 1565), дъщеря на Николаус Шенк фон Шмидбург (* ок. 1500) и Елизабет фон Шварценберг, дъщеря на Хайнрих фон Шварценберг († 1532). Те имат един син:
- Карл фон Даун († пр. 1625), господар на Засенхайм, Каленборн, женен I. за Мария Агнес фон Хаген, наследничка на Засенхайм (* 4 ноември 1561; † сл. 1 декември 1596), II. пр. 12 юни 1601) за Мария Агнес фон Керпен; от първия брак баща на:
  - Карл фон Даун († 2 май 1633/30 март 1638), господар на Засенхайм
  - Филип Ернст фон Даун († 8 януари 1671), граф на Даун, господар на Холенфелц и Каленборн, императорския полковник, баща на:
    - Вилхелм Йохан Антон фон Даун (1621 – 1706), австрийски фелдмаршал